# Ordanja
Ordanja je selo u Hrvatskoj, regiji Slavoniji u Osječko-baranjskoj županiji i pripada općini Koški.

## Zemljopisni položaj
Ordanja se nalazi na 97 metara nadmorske visine.
Naselje se sastoji od dvije ulice međusobno odvojene. Veća ulica 30. svibnja nalazi se na cesti ŽC 4237 Koška - Andrijevac, a druga nešto manja Dalmatinska ulica nalazi se na cesti ŽC 4080 Koška- Lug Subotički. Dio naselja u Dalmatinskoj ulici zbog stanovništva koje je doselilo iz unutrašnjosti Dalmacije prozvan je Dalmatinska Ordanja. Pripadajući poštanski broj je 31224 Koška ,telefonski pozivni broj 031 i registarska pločica vozila NA (Našice).

## Stanovništvo
| broj stanovnika |       |       |       |       |       |       |       | 101   | 177   | 217   | 246   | 215   | 187   | 156   | 181   | 162   | 121   |
|                 | 1857. | 1869. | 1880. | 1890. | 1900. | 1910. | 1921. | 1931. | 1948. | 1953. | 1961. | 1971. | 1981. | 1991. | 2001. | 2011. | 2021. |

Prema rezultatima Popisa stanovništva iz 2011. godine u Ordanji je živjelo 162 stanovnika u 51 kućanstvu.

## Šport
Sredinom 80-tih godina prošlog stoljeća u Ordanji je djelovao Nogometni klub Croatia. Nogometno igralište je bilo na kraju Dalmatinske ulice a klub se natjecao u sklopu općinske nogometne lige Nogometnog saveza Našice. Klub je ugašen prije Domovinskog rata. 

## Ostalo
- Inforur "Koška" Ordanja

## Vanjske poveznice
- http://koska.hr/

.